# Cilindro Rassam

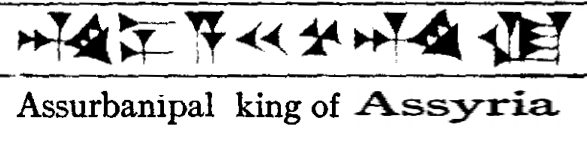
"Assurbanipal Re d'Assiria"
an-szar2-du3-a man kur_ an-szar2 {ki}
nel cilindro di Rassam, 643 a.C.

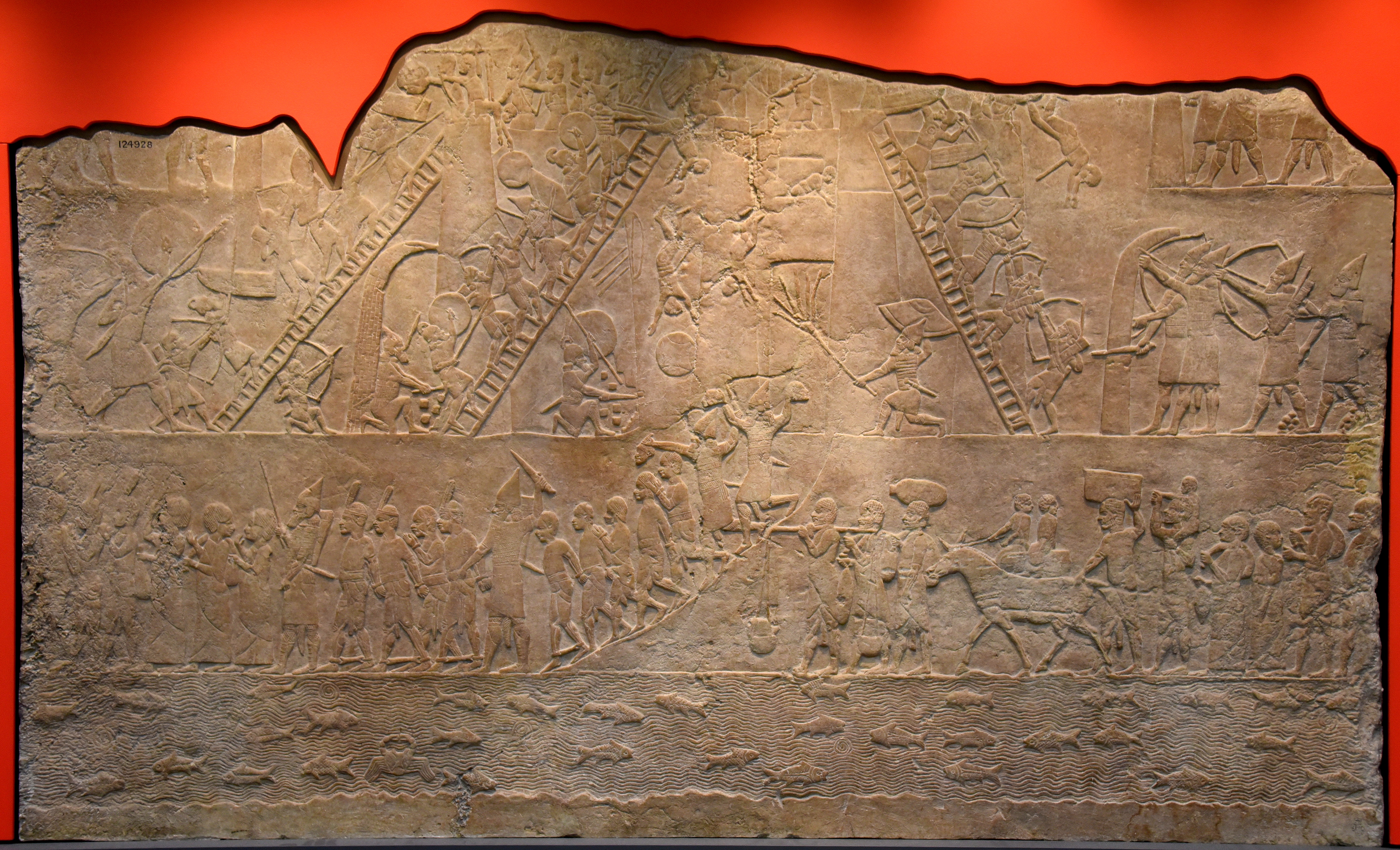
"Assedio assiro di un forte egiziano" - prob. una scena della guerra nel 667 a.C. - 645-635 a.C. (regno di Assurbanipal) - British Museum.

Il cilindro Rassam è un cilindro cuneiforme che forma un prisma con dieci facce, scritto dal re neo-assiro Assurbanipal nel VII secolo a.C. (prob. nel 643 a.C.) Fu scoperto nel Palazzo Nord di Ninive da Hormuzd Rassam nel 1854, da cui il nome. Si trova al British Museum.

## Contenuto
Il cilindro descrive in dettaglio nove campagne militari di Assurbanipal. Il contenuto del cilindro è stato elencato come segue:

## Estratti
Uno di questi è la sua campagna vittoriosa in Egitto:
("Cilindro Rassam")
Sono anche noti alcuni rilievi di Ninive che illustrano queste campagne.
Una traduzione completa del cilindro è stata fatta da Luckenbill in Ancient Records of Assyria and Babylonia. Una trascrizione completa del cuneiforme è disponibile su CDLI.

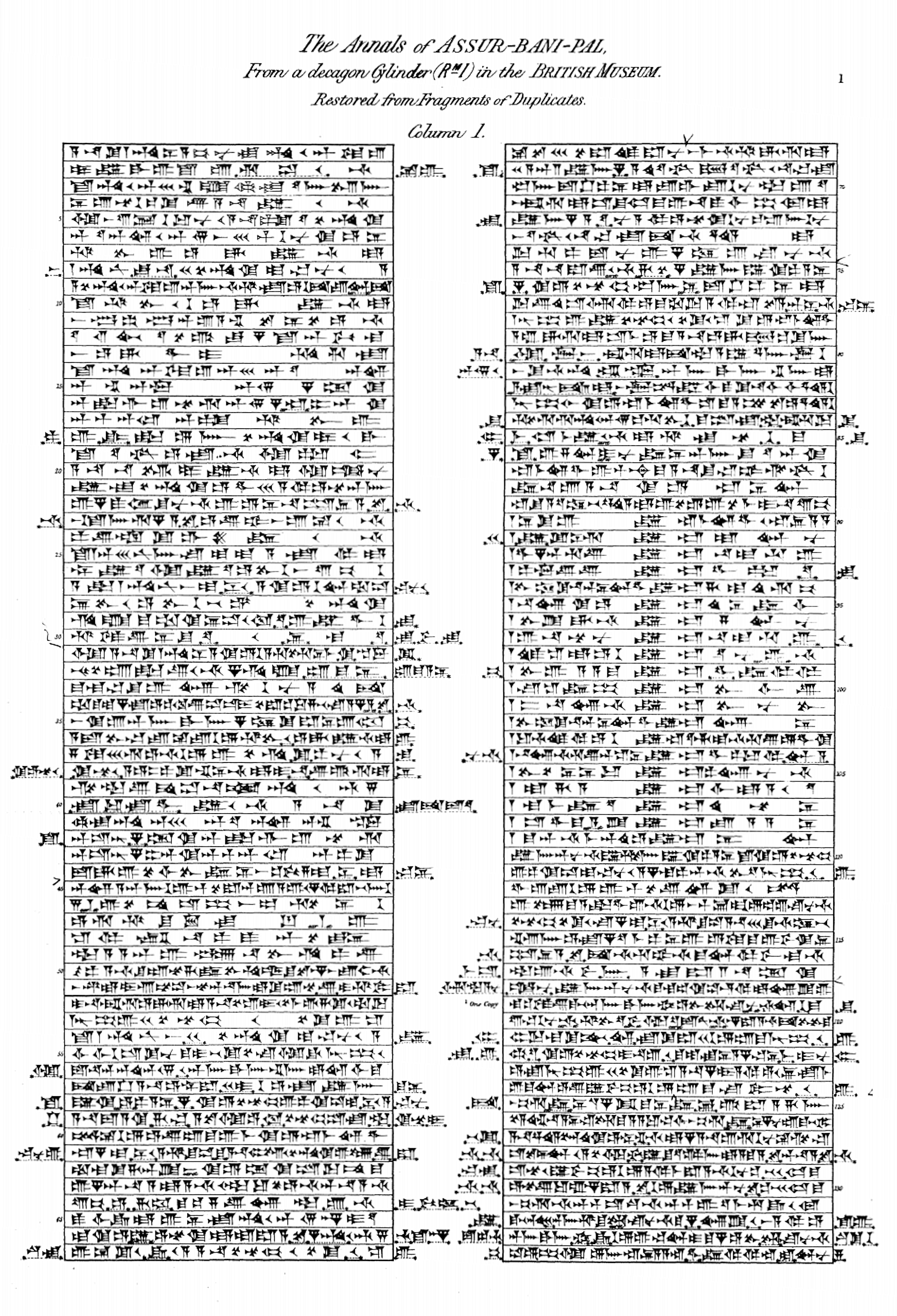
Trascrizione della scrittura cuneiforme della prima colonna.
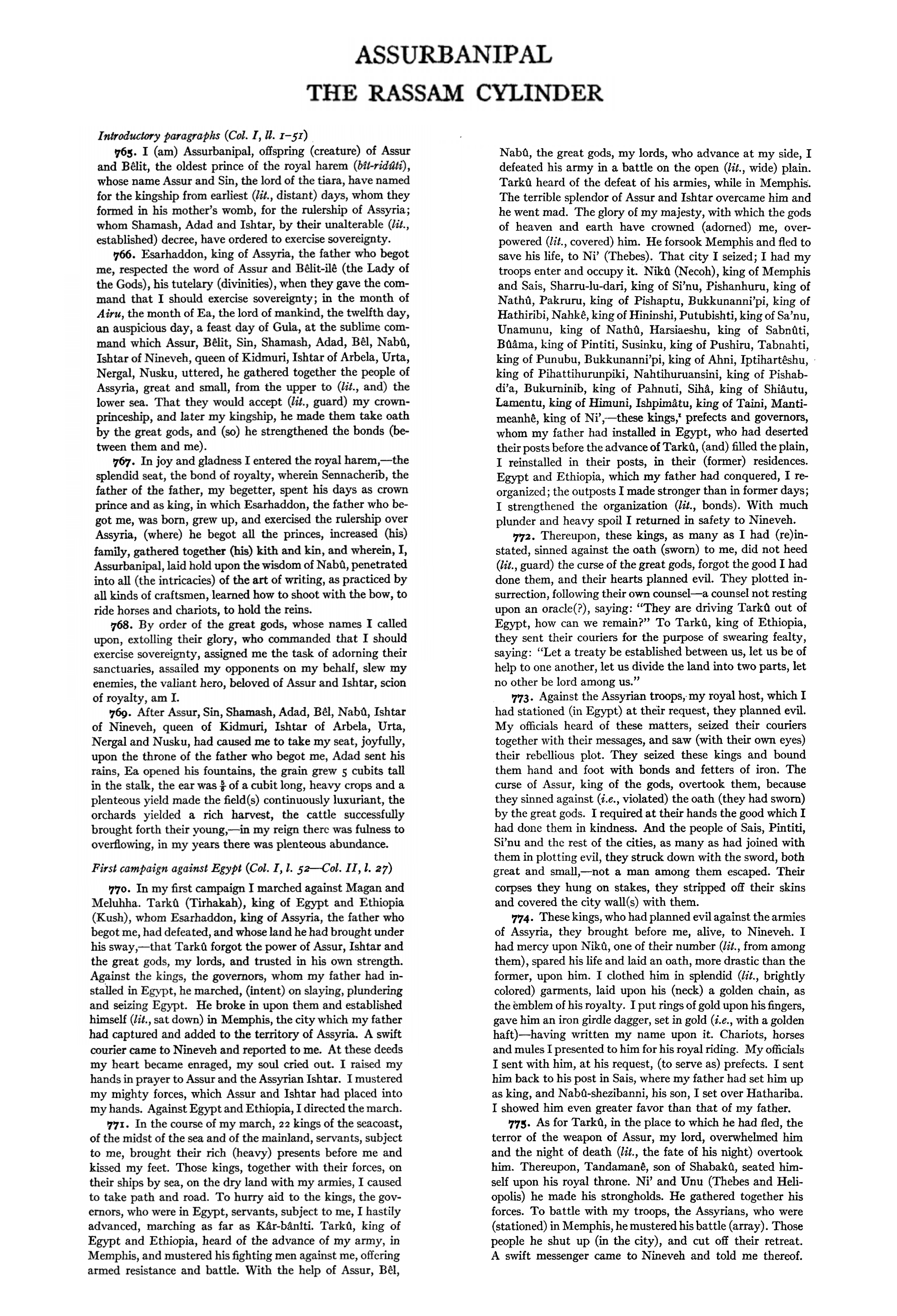
Traduzione della prima colonna di Daniel David Luckenbill: introduzione e prima campagna d'Egitto.
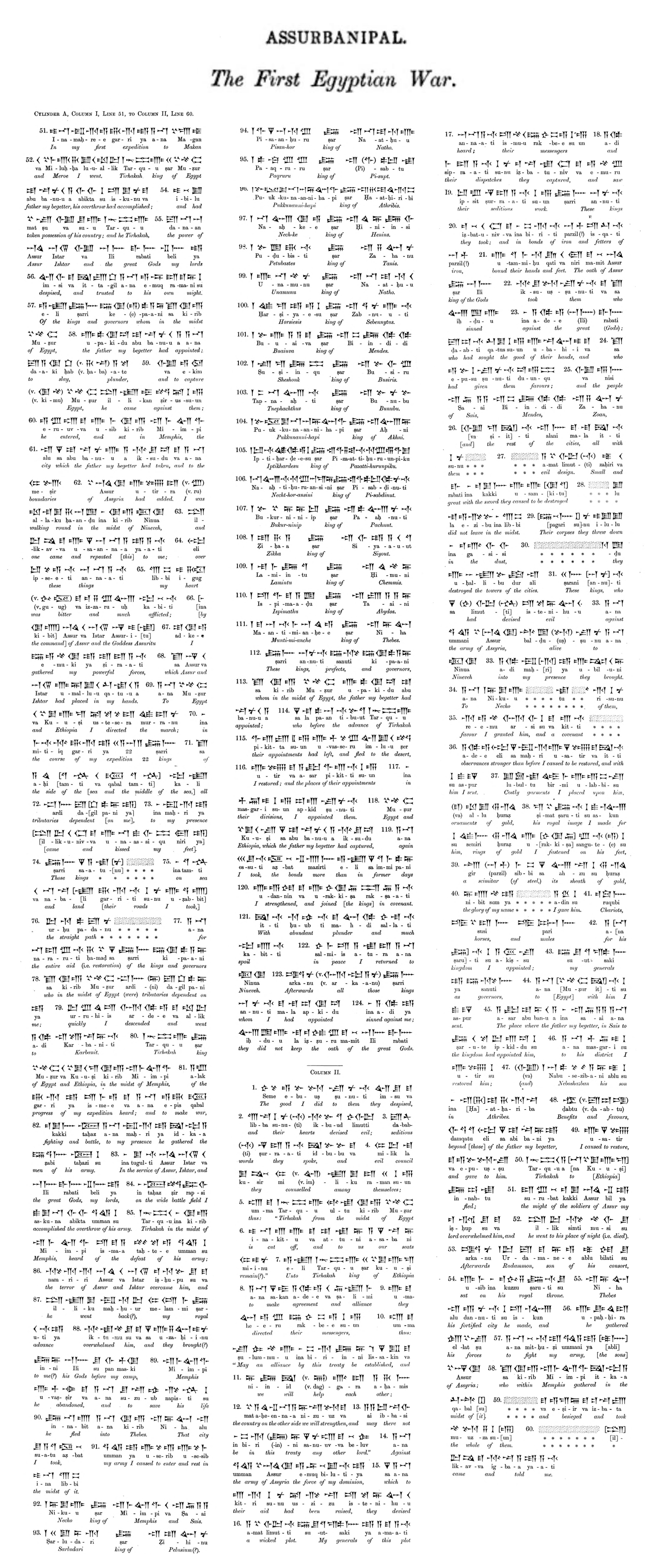
Assurbanipal "La prima guerra egiziana" - trad. letterale di George Smith .

## Parole importanti

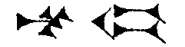
La parola Mu-ṣur, per l'Egitto
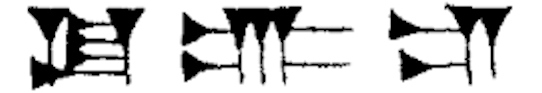
La parola Ku-u 2 -si, per il Regno di Kush
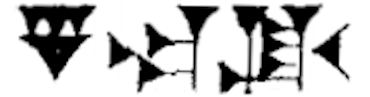
La parola Sha-ba-ku-u, per il faraone kushita Shabaka
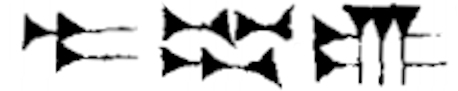
La parola Tar-qu-u 2, per il faraone kushita Taharqa
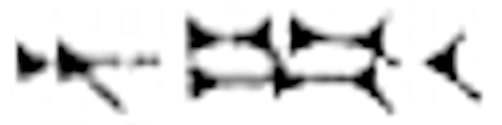
Tar-qu-u, un'ortografia alternativa usata per il faraoneTaharqa
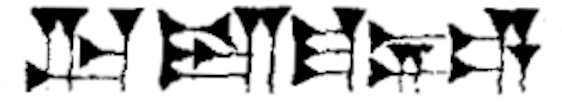
La parola Urdamanee, per il faraone kushita Tanutamani
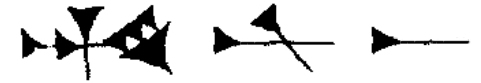
La parola An-shar-pap-ash, per il sovrano neo-assiro Esarhaddon
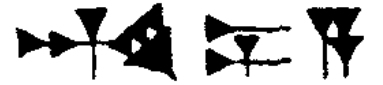
La parola An-shar-du-a, per il sovrano neo-assiro Assurbanipal
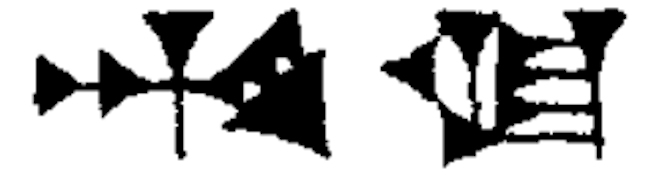
La parola Aššur KI, per la città di Assur
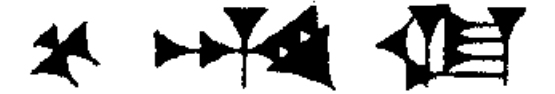
La parola mat Aššur KI, per il paese di Aššur, Assiria
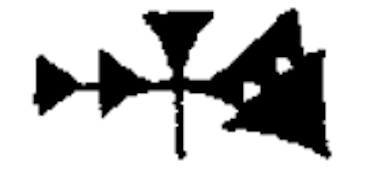
La parola An-shar, per il dio supremo Anshar
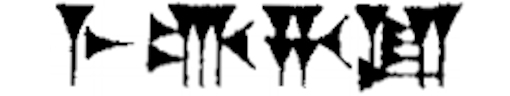
Il paese di Meluhha (𒈨𒈛𒄩𒆠) forse identificabile con Meroe